# G.I. Bill
 (juin 2020).
Si vous disposez d'ouvrages ou d'articles de référence ou si vous connaissez des sites web de qualité traitant du thème abordé ici, merci de compléter l'article en donnant les références utiles à sa vérifiabilité et en les liant à la section « Notes et références ».

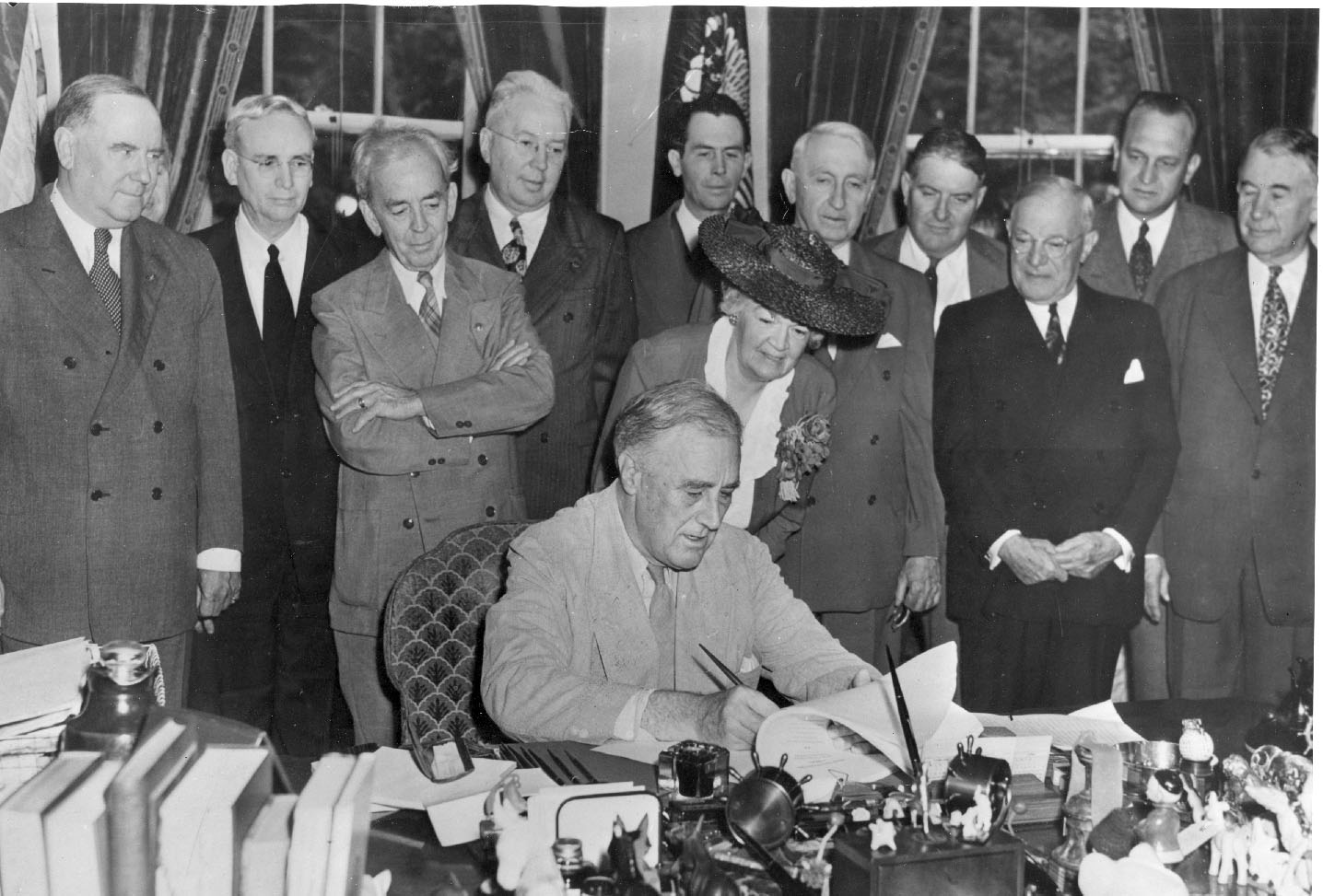
Le président Roosevelt signe la loi d'indemnisation des conscrits le 22 juin 1944 dans le Bureau ovale. Edith Nourse Rogers se tient à sa gauche.

Le G.I. Bill (officiellement titré Servicemen's Readjustment Act de 1944) est une loi américaine adoptée en juin 1944 par le Congrès des États-Unis, fournissant aux soldats démobilisés de la Seconde Guerre mondiale (communément appelés les G.I.) le financement de leurs études universitaires ou de formations professionnelles ainsi qu'une année d'assurance chômage. 
Cette loi fournit également différents types de prêts pour pouvoir acheter un logement ou démarrer une entreprise.
Largement écrite et proposée comme une loi générale (omnibus bill) par Warren Atherton, la G.I. Bill est quelquefois considérée comme le dernier élément de la législation du New Deal. Le sénateur Ernest McFarland s'implique activement dans le vote de la loi et est connu comme l'un des « pères du G.I. Bill ». La loi que le président Franklin D. Roosevelt propose initialement ne va pas aussi loin dans ses indemnisations. Le G.I. Bill est créé pour éviter une répétition du Bonus Army, un rassemblement de vétérans de la Première Guerre mondiale en 1932 et une rechute des États-Unis dans la Grande Dépression après la fin de la Seconde Guerre mondiale. L'American Legion est largement responsable de plusieurs des dispositions contenues dans la loi.
Une importante disposition du G.I. Bill est le faible taux d'intérêt pour le prêt pour l'achat d'un logement. Cela permet à des millions de familles américaines de quitter les appartements urbains et de s'installer dans des pavillons de banlieue. Avant la guerre, les banlieues étaient plutôt les quartiers des classes aisées ou fortunées. Même si les afro-américains ou d'autres minorités ayant servi sous les drapeaux étaient éligibles à ces prêts, ils furent dissuadés de quitter les villes ou les zones rurales pour s'installer en banlieue par diverses techniques de ségrégation exercées par la population blanche.
Une autre disposition célèbre est la clause 52–20. Elle permet aux anciens soldats de recevoir 20 dollars chaque semaine durant un an alors qu'ils cherchent du travail. Moins de 20 % des sommes prévues pour cette clause sont réellement utilisées, la plupart des anciens combattants retrouvant rapidement un travail ou poursuivant des études universitaires.

## Origine du surnom
En anglais, bill signifie « projet de loi ». Le jeu de mots avec le prénom Bill laisse penser à un soldat américain GI prénommé Bill, la majuscule est entrée dans le surnom de la loi.